# Küçəkənd
Küçəkənd è un comune dell'Azerbaigian situato nel distretto di Ucar. Conta una popolazione di 1 399 abitanti.